# George Harris (Schauspieler)

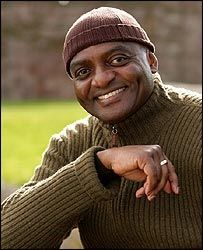
George Harris, 2020

George Harris (* 20. Oktober 1949 in Grenada) ist ein britischer Schauspieler bei Film, Fernsehen, Bühne und Musical.

## Werdegang
George Harris wuchs bis zum Alter von 15 Jahren in Barbados, der Heimat seines Vaters, auf. Er lebte anschließend in Großbritannien sowie zeitweise in Schweden und Israel. Er trat überall in Europa und den USA auf, bevor er eine Filmkarriere in England begann. So agierte er im Royal National Theatre, Royal Court Theatre und weiteren Bühnen wie im Royal Exchange in Manchester, Theatre Royal in Bath. In Israel spielte er im Musical Hair.
Seit den späten 1960er-Jahren wirkt Harris an verschiedenen Film- und Fernsehproduktionen mit. 1981 hatte er in Steven Spielbergs Jäger des verlorenen Schatzes eine Nebenrolle als Schiffskapitän Katanga. Einer seiner bekanntesten Filme ist Layer Cake, in dem er an der Seite von Daniel Craig den Dealer Morty spielte. In drei Harry-Potter-Filmen spielte er zwischen 2007 und 2011 die Rolle des Kingsley Shacklebolt.

## Filmografie (Auswahl)
- 1969: Gladiatorerna
- 1972: The Broad Coalition
- 1976: Die Füchse (The Sweeney, Fernsehserie, 1 Folge)
- 1977: Die Profis (The Professionals, Fernsehserie, 1 Folge)
- 1979: Yanks – Gestern waren wir noch Fremde (Yanks)
- 1980: Flash Gordon
- 1981: Die Hunde des Krieges (The Dogs of War)
- 1981: Jäger des verlorenen Schatzes (Raiders of the Lost Ark)
- 1986, 2004: Casualty (Fernsehserie, 16 Folgen, verschiedene Rollen)
- 1989: Die Glücksjäger (See No Evil, Hear No Evil)
- 1989: Großstadtsklaven (Slaves of New York)
- 1992: Heißer Verdacht – Operation Nadine (Prime Suspect II: Operation Nadine; Fernseh-Miniserie, 2 Folgen)
- 1994: Camilla
- 1994: Schrei in die Vergangenheit (The Browning Version)
- 1995: Soul Survivor
- 1998: Appetite
- 1998: Madeline
- 1999: The Bill (Fernsehserie, Folge Walking The Line)
- 2000: Starhunter (Fernsehserie, fünf Folgen)
- 2001: Black Hawk Down
- 2001: The Emperor’s New Clothes
- 2004: Layer Cake
- 2004–2005: 55 Degrees North (Fernsehserie, 14 Folgen)
- 2005: Die Dolmetscherin (The Interpreter)
- 2006: Die Delfinflüsterin (Eye of the Dolphin)
- 2007: Harry Potter und der Orden des Phoenix (Harry Potter and the Order of the Phoenix)
- 2009: Agora – Die Säulen des Himmels (Agora)
- 2010: Beneath the Blue
- 2010: The Heavy
- 2010: Harry Potter und die Heiligtümer des Todes: Teil 1 (Harry Potter and the Deathly Hallows: Part 1)
- 2011: Harry Potter und die Heiligtümer des Todes: Teil 2 (Harry Potter and the Deathly Hallows: Part 2)
- 2012: Sindbad (Sinbad, Fernsehserie, zwei Folgen)